# Marcel Wilmet
Pour les articles homonymes, voir Wilmet.
Marcel Wilmet, né le 27 janvier 1950 à Ostende (province de Flandre-Occidentale), est un journaliste, rédacteur en chef, écrivain, expert belge et spécialiste de l'œuvre d'Hergé.

## Biographie
Marcel Wilmet naît le 27 janvier 1950 à Ostende. Il est issu de père francophone et de mère flamande installés à Ostende. Il apprend à lire tant le français que le néerlandais dans Tintin et Kuifje.
Il étudie les lettres à la Vrije Universiteit Brussel, où il obtient une licence en journalisme et communication,.
En 1973, il commence à travailler comme reporter au Het Laatste Nieuws. Il devient ensuite secrétaire de rédaction et responsable de la section informatique. En 1989, il devient rédacteur en chef adjoint puis rédacteur en chef en 1994, succédant à René Adams. Après que Paul Daenen et Jaak Smeets aient été nommés rédacteurs en chef en 1996, Wilmet devient directeur-rédacteur en chef. Un an plus tard, il est licencié et le poste de directeur-rédacteur en chef n'a pas été pourvu.
Plus tard, avec le journaliste Baudouin Elleboudt, il fonde l'agence d'études ID-site, qui publie notamment le magazine ID-side. Il rejoint ensuite Moulinsart, qui gère les droits de l'œuvre d'Hergé. Pour cette organisation, il lance le périodique Hergé.
Ce passionné de bande dessinée a travaillé aux Studios Hergé et au Musée Hergé. C’est un expert renommé de l’œuvre du créateur de Tintin. Il écrit l'ouvrage Tintin noir sur blanc, sur les éditions originales des albums du petit reporter en noir et blanc publié aux éditions Casterman. Puis, il retrace le parcours idéologique de l’abbé Wallez dans une biographie en 2018,,. En 2021, il livre l'ouvrage Avec Tintin à bord du Prince Baudouin - Ostende-Douvres, publié de la sorte.
Depuis janvier 2011, il intervient comme expert Hergé auprès des maisons de ventes,.
Parallèlement, il est chargé de cours à l’université de Bruxelles.

## Publications en français
- Marcel Wilmet, Tintin noir sur blanc : l'aventure des aventures : 1930-1942[8],[14], Bruxelles, Casterman, 2004, 128 p., ill. ; 23 cm (ISBN 2-203-01715-5) — réédition en 2011  (ISBN 9782203017795).
- Marcel Wilmet (ill. Stanislas), L’Abbé Wallez, l’éminence noire de Degrelle et Hergé[4],[15],[16], Marcel Wilmet, 31 décembre 2018, 104 p., ill. ; 22 cm (ISBN 9789082942415)

### Vidéographie
- [vidéo] « Marcel Wilmet aux ADH 2019 », sur YouTube, 24 mars 2019